# Álvaro del Portillo
Álvaro del Portillo y Diez de Sollano (11. března 1914, Madrid – 23. března 1994, Řím) byl španělský římskokatolický biskup, v letech 1982–1994 prelát Opus Dei. Katolická církev jej uctívá jako blahoslaveného.

## Život

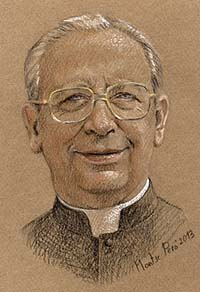
Portrét

Narodil se dne 11. března 1914 v Madridu jako třetí z osmi dětí Ramóna del Portillo Pardo a Clementiny Diez de Solano Portillo. Pokřtěn byl 17. března téhož roku ve svém rodném městě. Dne 28. prosince 1916 přijal od biskupa Eustaquia Nieto Martína svátost biřmování. Dne 12. května 1921 pak přijal své první svaté přijímání. Studoval na Colegio Nuestra Señora del Pilar v Madridu a následně na madridské univerzitě, kde získal doktorát z inženýrství.

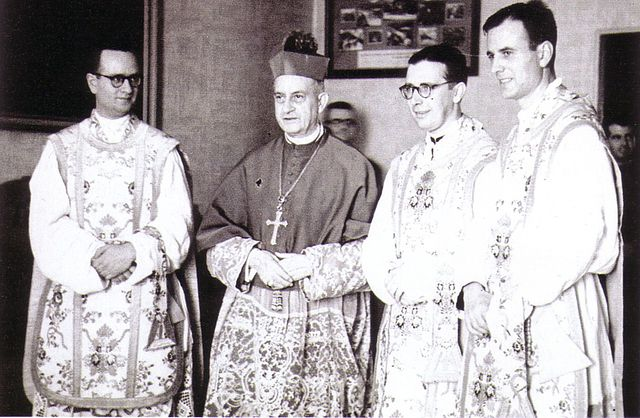
Bl. Álvaro del Portillo (první zleva) během svého kněžského svěcení

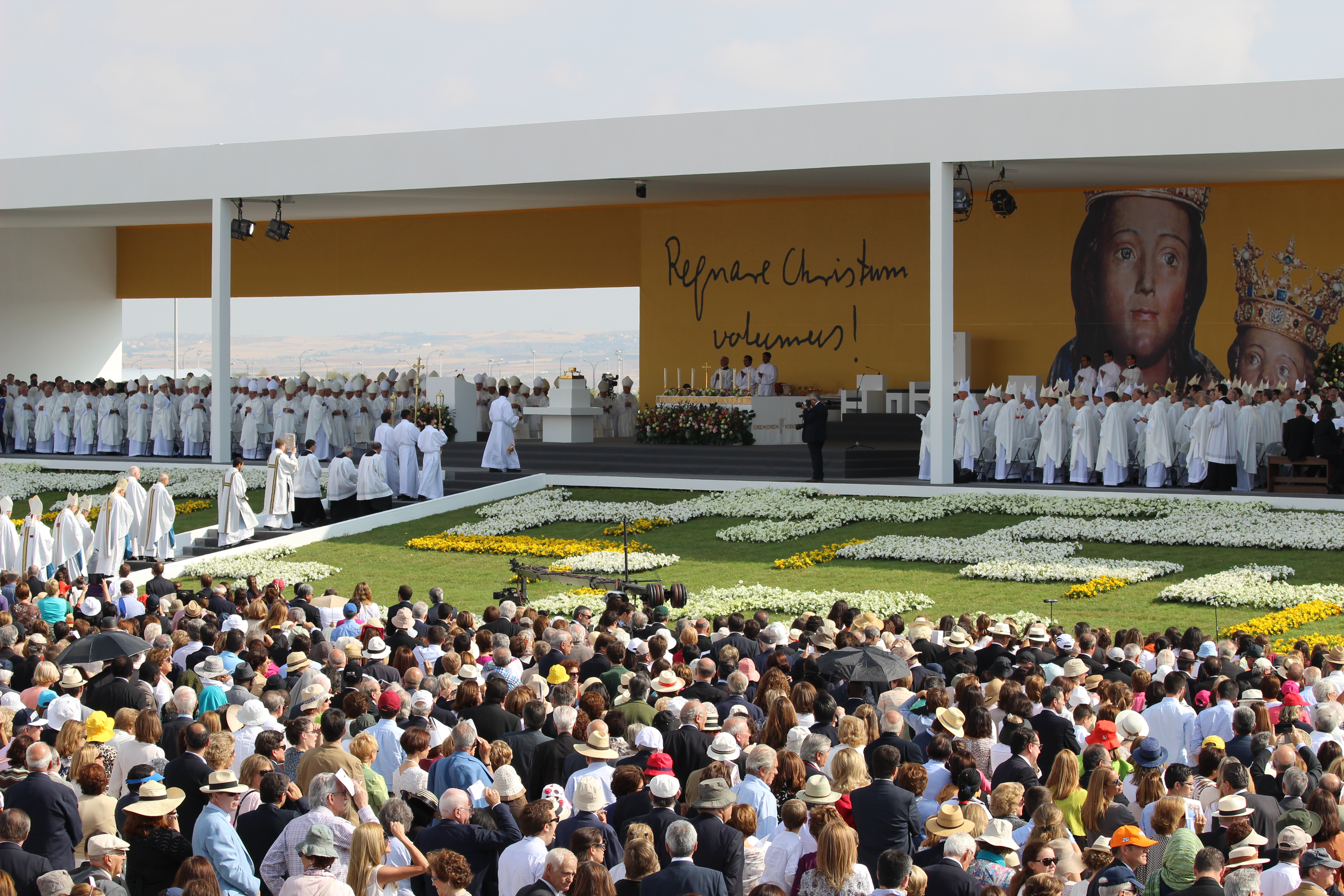
Obřad jeho blahořečení v Madridu

Roku 1935 vstoupil do Opus Dei. Dne 25. června 1944 jej biskup Leopoldo Eijo y Garay vysvětil na kněze. Spolu s ním přijali kněžské svěcení další dva členové Opus Dei, José Maria Hernandez Garnica a José Luis Muzquiz de Miguel (u obou již byl zahájen beatifikační proces). Ve studiích pokračoval a roku 1944 získal na madridské univerzitě doktorát z filosofie. Roku 1948 získal doktorát z kanonického práva na Papežské univerzitě sv. Tomáše Akvinského.
Po dokončení svých studií se věnoval práci v Opus Dei, kde působil jako generální tajemník. Během pontifikátu papeže Pia XII. (1939–1958) působil v několika dikasteriích Svatého stolce. S Piem XII. se dne 4. června 1943 setkal na soukromé audienci a 17. června téhož roku se setkal s kardinálem Giovannim Battistou Montinim (budoucím papežem sv. Pavlem VI.).
Roku 1963 byl papežem sv. Janem XXIII. jmenován poradcem komise pro revizi Kodexu kanonického práva. Roku 1975 byl zvolen generálním prezidentem Kněžské společnosti Svatého Kříže, kdy se stal nástupcem sv. Josemaríi Escrivá de Balaguer. Společenství je blízce spjaté s Opus Dei. Dne 28. listopadu 1982 byl jmenován prvním prelátem Opus Dei. Ze své pozice pomohl založit Papežskou univerzitu Svatého Kříže a další instituce.
Dne 7. prosince 1990 jej papež sv. Jan Pavel II. jmenoval titulárním biskupem diecéze Vita. Biskupské svěcení pak přijal z jeho rukou dne 6. ledna 1991 v bazilice sv. Petra. Spolusvětitely byli biskupové Giovanni Battista Re a Justin Francis Rigali. Téhož roku se zúčastnil Světových dnů mládeže v Čenstochové, kde se mimo jiné setkal s kardinálem bl. Napsal několik spisů o církevních záležitostech.
Zemřel dne 23. března 1994 v Římě krátce po návratu ze své pouti do Svaté země. Svoji poslední mši svatou sloužil ve Večeřadle na hoře Sijón v Jeruzalémě. Jeho ostatky jsou uloženy v kryptě kostela Santa Maria della Pace v římské čtvrti Pinciano. Zde je navštívil mimo jiné i papež sv. Jan Pavel II.

## Úcta
Jeho beatifikační proces započal dne 21. ledna 2004, čímž obdržel titul služebník Boží. Dne 28. června 2012 jej papež Benedikt XVI. podepsáním dekretu o jeho hrdinských ctnostech prohlásil za ctihodného. Dne 5. července 2013 byl uznán zázrak na jeho přímluvu, potřebný pro jeho blahořečení.
Blahořečen pak byl dne 27. září 2014 v Madridu. Obřadu předsedal jménem papeže Františka kardinál Angelo Amato.
Jeho památka je připomínána 12. května. Bývá zobrazován v biskupském oděvu.